# Liste der Biografien/Osw
Liste der Biografien |
Portal Biografien |
Personensuche
# |
A |
B |
C |
D |
E |
F |
G |
H |
I |
J |
K |
L |
M |
N |
O |
P |
Q |
R |
S |
T |
U |
V |
W |
X |
Y |
Z |
?
 
Oa |
Ob |
Oc |
Od |
Oe |
Of |
Og |
Oh |
Oi |
Oj |
Ok |
Ol |
Om |
On |
Oo |
Op |
Oq |
Or |
Os |
Ot |
Ou |
Ov |
Ow |
Ox |
Oy |
Oz
 
Osa |
Osb |
Osc |
Osd |
Ose |
Osg |
Osh |
Osi |
Osk |
Osl |
Osm |
Osn |
Oso |
Osp |
Osr |
Oss |
Ost |
Osu |
Osv |
Osw |
Osy |
Osz
Die Liste der Biografien führt alle Personen auf, die in der deutschsprachigen Wikipedia einen Artikel haben. Dieses ist eine Teilliste mit 103 Einträgen von Personen, deren Namen mit den Buchstaben „Osw“ beginnt.

## Osw

### Oswa
- Oswald, König bzw. Herzog von Sussex
- Oswald, König von East Anglia
- Oswald, Bischof von Selsey
- Oswald († 642), König von Northumbria (Britannien), Heiliger
- Oswald von Eyczing, österreichischer Adliger
- Oswald von Wolkenstein († 1445), mittelalterlicher Dichter, Komponist und DiplomatOswald von Wolkenstein († 1445)

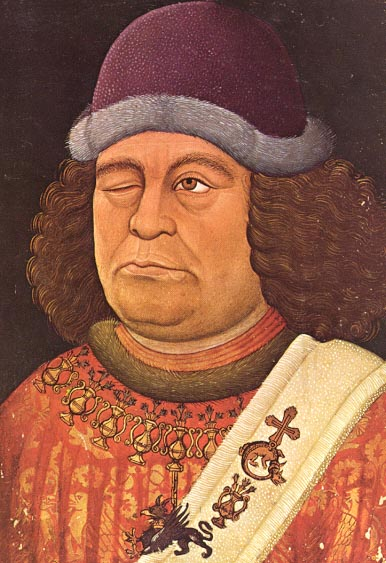
Oswald von Wolkenstein († 1445)

- Oswald von York († 992), Bischof von Worcester, Erzbischof von York und Heiliger
- Oswald, Alfons (1903–1969), deutscher Landrat NSDAP und CDU
- Oswald, Alice (* 1966), britische Dichterin
- Oswald, Andreas, thüringischer Organist und Komponist
- Oswald, Andrew (* 1953), britischer Ökonom
- Oswald, Arthur (1872–1938), Schweizer Jurist und Politiker
- Oswald, Bernhard (1930–2023), deutscher Unternehmer
- Oswald, David (* 1968), deutscher Designer und Hochschullehrer
- Oswald, Denis (1910–1998), britischer Kryptoanalytiker, Linguist, Offizier und Kricketspieler
- Oswald, Denis (* 1947), Schweizer Ruderer und Sportfunktionär
- Oswald, Doris (1936–2020), deutsche Autorin und schwäbische Mundart-Dichterin
- Oswald, Eduard (* 1947), deutscher Politiker (CSU), MdL, MdBEduard Oswald (* 1947)

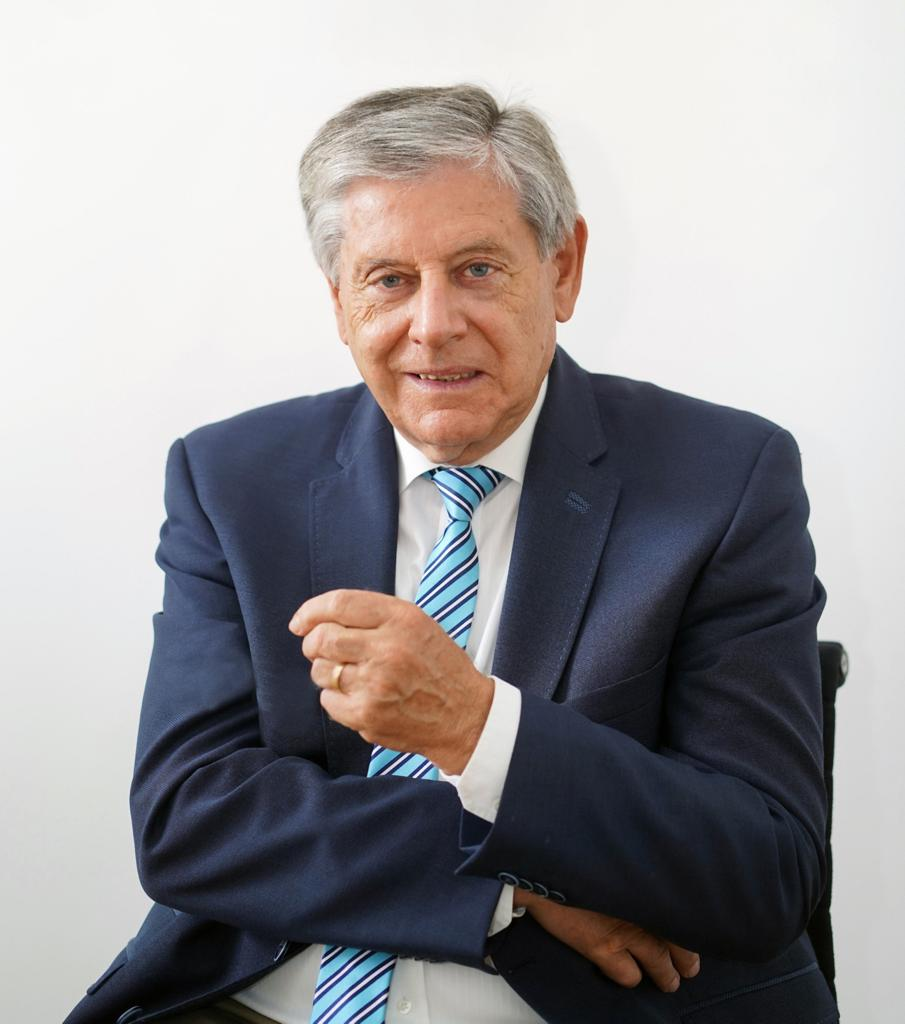
Eduard Oswald (* 1947)

- Oswald, Emanuel Walter (1801–1883), Schweizer Unternehmensgründer, Bankier und Politiker
- O’Swald, Ernst Alfred (1861–1929), deutscher Kaufmann und Politiker, MdHB
- Oswald, Eugen (1826–1912), deutscher Journalist, Übersetzer und Lehrer
- Oswald, Felix (1866–1958), britischer Geologe und Archäologe
- Oswald, Ferdinand (* 1990), deutscher Fußballspieler
- Oswald, Franz (* 1938), Schweizer Architekt
- Oswald, Friedrich (1938–2025), österreichischer Schulpädagoge
- Oswald, Friedrich Gottlieb von (1743–1828), preußischer Generalmajor
- Oswald, Georg M. (* 1963), deutscher Schriftsteller und Jurist
- Oswald, Gerd (1919–1989), deutschamerikanischer Filmregisseur, Filmproduzent, Schauspieler und Drehbuchautor
- Oswald, Gert (1944–1996), deutscher Heraldiker
- Oswald, Günter (* 1969), deutscher Eishockeyspieler, -trainer und -funktionär
- Oswald, Hans (* 1921), deutscher Fußballspieler
- Oswald, Hans (* 1935), deutscher Soziologe und Pädagoge und Hochschulprofessor
- Oswald, Heinrich (1866–1945), deutscher Gewerkschafter, Verwaltungsbeamter und Politiker (Zentrum, BVP)
- Oswald, Heinrich (1917–2008), Schweizer Wirtschaftsführer
- Oswald, Heinrich Siegmund (1751–1834), preußischer Beamter und Dichter
- Oswald, Henrique (1852–1931), brasilianischer Komponist
- Oswald, Heribert (* 1947), österreichischer Politiker (ÖVP), Landtagsabgeordneter im Burgenland
- Oswald, Herkules (1823–1869), Schweizer Politiker (Liberale)
- Oswald, Jimmy (1868–1948), schottischer Fußballspieler
- Oswald, Johann Peter (1801–1885), Schweizer Unternehmensgründer und Bankier
- Oswald, John (* 1939), australischer Politiker (Liberal Party), Sprecher des South Australian House of Assembly
- Oswald, John (* 1953), kanadischer Improvisationsmusiker und Komponist
- Oswald, Josef (1900–1984), deutscher Kirchenhistoriker, Heimatforscher
- Oswald, Julian (1933–2011), britischer Flottenadmiral, First Sea Lord der Royal Navy
- Oswald, Julius (* 1943), deutscher Theologe, Jesuit, Bibliotheksdirektor
- Oswald, Kai (* 1977), deutscher Fußballspieler
- Oswald, Karlheinz (* 1958), deutscher Bildhauer
- Oswald, Karsten (* 1975), deutscher Fußballspieler und -trainer
- Oswald, Käte (1890–1985), deutsche Schauspielerin
- Oswald, Kirsten (* 1972), schottische Politikerin
- Oswald, Lee Harvey (1939–1963), mutmaßlicher Mörder von John F. KennedyLee Harvey Oswald (1939–1963)

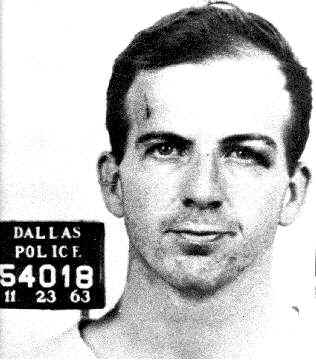
Lee Harvey Oswald (1939–1963)

- Oswald, Luli (1927–2005), brasilianische Pianistin und Klavierpädagogin
- Oswald, Lydia (1906–1982), Schweizer Spionin und Journalistin
- Oswald, Margaux (* 1991), Schweizer Jazz- und Improvisationsmusikerin (Piano, Komposition)
- Oswald, Margit E. (* 1949), deutsche Sozialpsychologin
- Oswald, Marianne (1901–1985), französische Sängerin und Autorin
- Oswald, Matthias (1774–1864), Schweizer Politiker
- Oswald, Moritz (* 2002), österreichischer Fußballspieler
- Oswald, Moritz von (* 1962), deutscher Labelbetreiber und MusikproduzentMoritz von Oswald (* 1962)

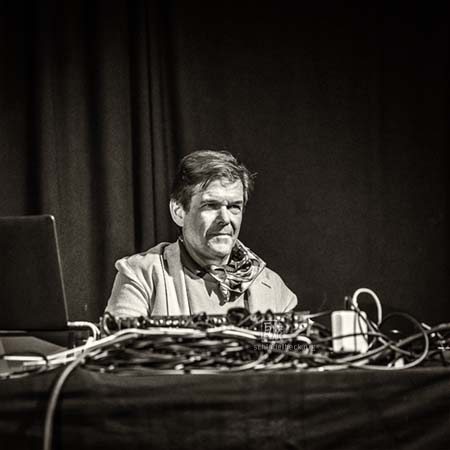
Moritz von Oswald (* 1962)

- Oswald, Pascal (* 1980), Schweizer Skeletonfahrer
- Oswald, Patritius († 1740), Propst des Stifts Rottenbuch
- Oswald, Peter (1953–2017), österreichischer Kultur- und Musikmanager
- Oswald, Philipp (* 1986), österreichischer Tennisspieler
- Oswald, Richard (1880–1963), österreichischer Filmregisseur und Drehbuchautor
- Oswald, Sarah (* 1986), deutsche Journalistin, Hörfunk- und Fernsehmoderatorin
- Oswald, Stephan (* 1950), deutscher Germanist
- Oswald, Stephen S. (* 1951), US-amerikanischer Astronaut
- Oswald, Susanne (* 1964), deutsche Autorin
- Oswald, Sven (* 1975), deutscher Journalist, Schriftsteller, Radiomoderator und Sprecher
- Oswald, Uwe (* 1953), deutscher Maler und Bildhauer
- Oswald, Veit (* 2004), deutscher Eishockeyspieler
- Oswald, Walter (* 1955), deutscher Fußballspieler
- Oswald, Werner (1904–1979), Schweizer Chemiker und Unternehmer
- Oswald, Werner (1920–1997), deutscher Motorjournalist und Automobilhistoriker
- Oswald, Wilhelm von (1859–1936), deutscher Industrieller
- O’Swald, William (1798–1859), deutscher Kaufmann
- O’Swald, William Henry (1832–1923), deutscher Übersee-Kaufmann, Politiker, MdHB und Senator
- Oswald, Wolf Dieter (* 1940), deutscher Psychologe und Psychogerontologe
- Oswald, Wolfgang (* 1958), deutscher Theologe
- Oswald, Wolfgang (* 1960), deutscher Eishockeyspieler
- Oswald-Ziegler, Ursula (* 1957), deutsche Tischtennisspielerin
- Oswalda, Ossi (1898–1947), deutsche Schauspielerin der Stummfilm- und frühen Tonfilm-ZeitOssi Oswalda (1898–1947)

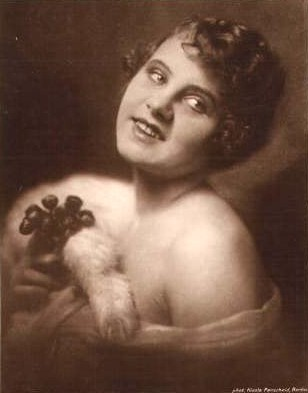
Ossi Oswalda (1898–1947)

- Oswalt von Truhendingen, deutscher Amtmann
- Oswalt, Adrian (* 1954), deutscher Komponist
- Oswalt, August (1892–1983), deutscher Bankier und Politiker (CDU), MdL
- Oswalt, Heinrich (1830–1891), deutscher Verleger und Kinderbuchautor
- Oswalt, Henry (1849–1934), deutscher Jurist und Abgeordneter
- Oswalt, Patton (* 1969), US-amerikanischer SchauspielerPatton Oswalt (* 1969)

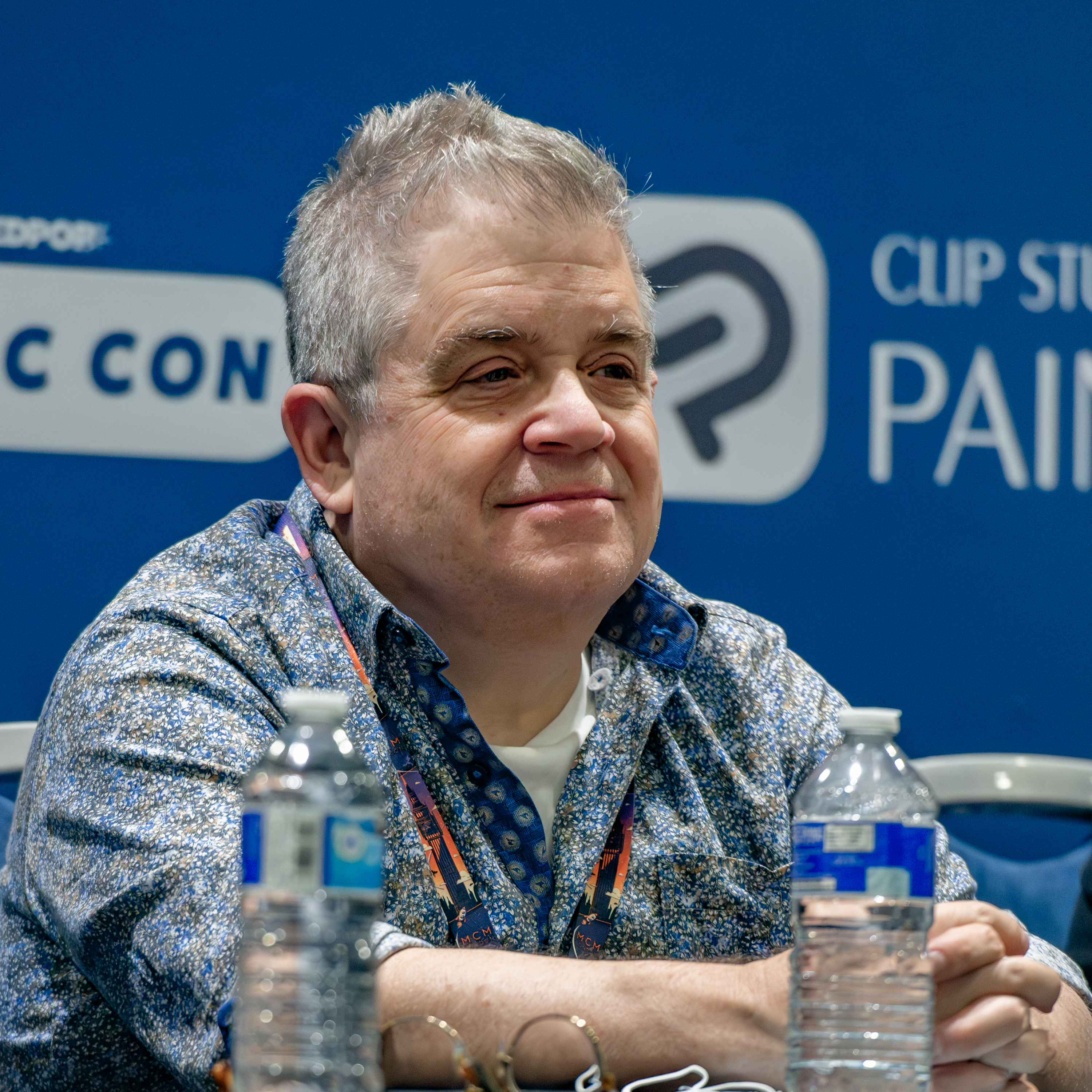
Patton Oswalt (* 1969)

- Oswalt, Philipp (* 1964), deutscher Architekt und Architekturtheoretiker
- Oswalt, Ruth (* 1946), Schweizer Schauspielerin
- Oswalt, Stefanie (* 1967), deutsche Journalistin, Historikerin und Autorin
- Oswalt, Vadim (* 1957), deutscher Historiker und Geschichtsdidaktiker
- Oswalt, Walter (1959–2018), deutscher Publizist und Sozialphilosoph
- Oswatitsch, Alois (1874–1959), österreichischer akademischer Maler und Professor für Freihandzeichnen
- Oswatitsch, Klaus (1910–1993), österreichischer Physiker

### Oswe
- Osweiler, Brock (* 1990), US-amerikanischer American-Football-Spieler
- Oswell, Susan (* 1955), britisch-deutsche Tänzerin und Komponistin

### Oswi
- Oświęcimski, Konstanty (* 1964), polnischer Politiker (Platforma Obywatelska), Mitglied des Sejm
- Oswine († 651), König von Deira
- Oswine, König von Kent
- Oswiu († 670), König von Northumbria

### Oswu
- Oswulf († 759), König von Northumbria (758–759)
- Oswulf († 970), Bischof von Ramsbury